# 鰺ヶ沢町立西海小学校
鰺ヶ沢町立西海小学校（あじがさわちょうりつ さいかいしょうがっこう）は、青森県西津軽郡鰺ヶ沢町大字舞戸町にある公立小学校。

## 概要
- 鰺ヶ沢町中心部の舞戸町に学校があり、学区は、赤石地区、南金沢地区、鰺ヶ沢本町地区などとなっている。
- 主な進学先は、鰺ヶ沢中学校。

## 交通
- 鰺ヶ沢町役場から約300m・徒歩約5分。
- JR東日本五能線鰺ヶ沢駅から約1.4km、
  - 徒歩で約21分
  - 車で約2分。
  - 鰺ヶ沢町コミュニティバス「あじバス」で、「西海小学校(体育館横)」バス停（鰺ヶ沢町コミュニティバスは小学校敷地内まで乗り入れ）下車。
    - 運行は、平日は、1号車黒森線、2号車大然線、3号車南金沢線、4号車赤石線、土・日・祝日・夏休み・冬休みなどは、1号車黒森線、2号車大然線。
- 弘南バス「小夜」バス停（鰺ヶ沢高校校門前十字路付近）下車後、徒歩約270m・約4分。

## 学区
- 田中町全域・七ッ石町全域・本町全域・米町全域・新町全域・浜町全域・釣町全域・漁師町全域・新地町全域・富根町全域・淀町全域、舞戸町一部（字小夜・西松島・東松島・清滝・小浜）、赤石町全域・館前町全域・南金沢町全域・種里町全域・小森町全域・深谷町全域、日照田町全域・姥袋町全域、一ッ森町全域・鬼袋町全域[1]

## 沿革
- 1873年（明治6年）
  - 7月1日 -「鰺ヶ沢小学」として創設。高沢寺観音堂に臨時校舎。
  - 12月 - お仮屋の新校舎に移転。
- 1887年（明治20年）7月 - 「西海尋常小学校」に改称。
- 1898年（明治31年）5月 - 加藤友太郎屋敷に校舎新築移転。
- 1900年（明治33年）4月 - 「西海高等尋常小学校」に改称。これは、「西津軽郡立鰺ヶ沢小学校｣と「鰺ヶ沢舞戸組合高等小学校」の廃止による。
- 1901年（明治34年）10月 - 米町25番地（現在の町中心部）に完成した新校舎の落成式挙行。
- 1919年（大正8年）4月 - 同交会より、校旗が寄贈された。
- 1921年（大正10年）11月 - 商業水産補習学校及び女子実業補習学校併設。
- 1927年（昭和2年） - 小夜ヶ丘グランド完成。同年、校舎うしろの山崩れを機会に、講堂の新設と校舎増築。
- 1928年（昭和3年） - 校歌制定。
- 1935年（昭和10年）7月 - 青年学校令により、補習学校は、「公立鰺ヶ沢青年学校」に改称。
- 1941年（昭和16年）4月 - 国民学校令により、「鰺ヶ沢国民学校」に改称。同月、父兄寄付による校内方針拡声器備付。
- 1947年（昭和22年）4月 - 学校教育法（旧法）施行により、「鰺ヶ沢町立西海小学校」に改称。同日、鰺ヶ沢中学校を併置し、高等科生を中学校に移籍。
- 1948年（昭和23年）3月31日 - 青年学校閉校。
- 1951年（昭和26年）9月1日 - 鰺ヶ沢中学校校舎が、独立新校舎へ移転。
- 1953年（昭和28年）10月3日 - 創立80周年記念式典挙行。
- 1958年（昭和33年） - 校舎の土台替え大修理完了。
- 1963年（昭和38年）
  - 3月25日 - 山崩れ発生により、校舎の一部が倒壊する。
  - 11月x日 - 災害復旧工事竣工。
  - 11月18日 - 復旧工事の落成式と創立90周年記念式典挙行。
- 1965年（昭和40年）
  - 1月 - 学校給食D型（パン・牛乳）実施。
  - 5月31日 - 学校給食室完成。
  - 6月7日 - この日から完全給食実施。
- 1968年（昭和43年） - 校舎新築用地の工事開始と地鎮祭。
- 1969年（昭和44年）
  - 日付不明 - 新校舎修祓式を行い、移転完了。
  - 8月20日 - 新校舎への移転完了。
  - 8月25日 - 新校舎での授業開始。但し、この時点では、体育館は未完成。
- 1970年（昭和45年） 
  - 日付不明 - 体育館修祓式。
  - 5月 - 校舎新築[2]。
  - 12月12日 - 新校旗樹立。
- 1971年（昭和46年）1月 - 校舎及び体育館の落成式挙行。
- 1973年（昭和48年）7月2日 - 創立百周年記念式典挙行。
- 1993年（平成5年） - この年から翌年にかけて、老朽化対策工事実施[3]。
- 2010年（平成22年） - 耐震・老朽化対策工事実施[3]。
- 2011年（平成23年）4月1日 - 鰺ヶ沢町立赤石小学校と南金沢小学校を統合。

## 周辺
- 鰺ヶ沢簡易裁判所
- 鰺ヶ沢スポーツセンター室内プール
- 鰺ヶ沢町役場
- 鰺ヶ沢警察署
- 青森県立鰺ヶ沢高等学校
- 鰺ヶ沢町営相撲場
- 海の駅わんど
  - 鰺ヶ沢相撲館
- 鰺ヶ沢漁港
- 国道101号
- 大高山総合公園

## 学校行事
- 1学期
  - 4月 - 入学式（新任式、1学期始業式）
  - 5月 - 運動会
  - 6月 - 遠足、水泳教室
  - 7月 - 水泳教室、1学期終業式、夏休み
- 2学期
  - 8月 - 2学期始業式、夏休み作品の展覧
  - 9月 - 修学旅行
  - 10月 - 宿泊学習、学習発表会
  - 11月 -
  - 12月 - 校内郷土カルタ大会、2学期終業式、冬休み
- 3学期
  - 1月 - 3学期始業式、学力検査
  - 2月 - スキー教室
  - 3月 - 卒業式、3学期終業式（離任式）

## 参考資料
- 『鰺ヶ沢町史 第三巻』（鰺ヶ沢町・1984年11月30日発行）325頁～331頁「第3編 教育と文化 第1章 教育 二 小・中学校、幼稚園 （一）小学校 西海小学校」